# Языково (Новгородская область)
Языково (Языково-Рождественское) — деревня без постоянного населения в Окуловском муниципальном районе Новгородской области, относится к Угловскому городскому поселению.

## Географическое положение
Деревня находится в 9,3 км к юго-востоку от деревни Озерки, в 10 км к северу от Угловки и в 16 км к юго-востоку от Окуловки, на берегу реки Языковка у её впадения в реку Шегринка. На противоположном берегу Шегринки расположена деревня Шевцово.

## Население
| 2010 | 2011 |
| ---- | ---- |
| 0    | →0   |

## История
В прошлом сельцо Рождественское, Боровичского уезда Новгородской губернии.
До 12 апреля 2010 года деревня входила в состав Озерковского сельского поселения, затем вошла в состав Угловского городского поселения.

## Люди, связанные с деревней
- Здесь 17 июня 1846 года родился путешественник, учёный-гуманист Николай Николаевич Миклухо-Маклай.

- В 1887 году здесь приобрёл имение Дмитрий Васильевич Стасов — юрист-адвокат, общественный деятель, сын архитектора В. П. Стасова, брат музыкального и художественного критика В. В. Стасова. Каждое лето в имение, вплоть до 1910 года, сюда приезжала вместе с другими членами семьи Стасова, его дочь — Елена Дмитриевна, известная большевичка, соратница В. И. Ленина, член РСДРП с 1898 года. После Октябрьской революции 1917 года, в бывшем доме Стасовых (Д. В. Стасов продал имение в 1911 году) размещалась начальная школа[5].